# Montovo
Montovo (asturisch Montoubo) ist eine Parroquia und ein Ort in der Gemeinde Belmonte de Miranda der Autonomen Region Asturien im Norden Spaniens.
Die 23 Einwohner (2011) leben auf einer Fläche von 12,02 km². Belmonte, der Verwaltungssitz der Gemeinde, ist über die „AS-227“ in 12,50 km zu erreichen.

## Sehenswürdigkeiten
- Pfarrkirche